# 連玉蘋
連玉蘋（1969年—），中華民國經濟學家、外交官、政府官員。畢業於國立中興大學法商學院經濟學系學士、怀俄明大学國際關係研究所碩士、國立政治大學國際事務學院東亞研究所博士。曾任文化部文創發展司長、文化部參事、經濟部投資業務處長、臺澎金馬個別關稅領域常駐世界貿易組織代表團副常任代表／代理常任代表、駐馬來西亞臺北經濟文化辦事處公使銜副代表等職務，現任外交部國際合作及經濟事務司長。

## 職業生涯
連玉蘋的首份工作是1991年進入經濟部工業局海外事務科，其後參與世界贸易组织（WTO）、自由貿易協定（FTA）、海峽兩岸經濟合作架構協議（ECFA）的談判。
2012年5月，中華民國文化部即將成立前，內定文化部部長的行政院文化建設委員會主任委員龍應台找上經濟部工業局產業政策組長連玉蘋擔任文化部文創產業司司長，是借重其對外談判、產業政策規劃與法令研擬的經驗。
2013年1月，對於文化部用纳税人的錢所作的文創投資，從有沒有獨厚電視製作人王偉忠到電影《花漾》有無圖利「中資」的爭議，文化部文創發展司司長連玉蘋重申沒有圖利，坦承《花漾》票房若持續低迷造成虧損，國家發展基金的投資確實有可能無法回收，但就相關投資機制來看，盈虧的問題至少在7年內不會對外公告。並表示文創投資10件中若有1件成功，就可能帶來極大效益，「不能說不討好就不投資」，要看投資背後的意義。
2014年5月，越南發生排華暴動，超過百家台商連帶受害，其中有11家台商的廠房或廠區遭到縱火。經濟部投資業務處處長連玉蘋表示，由於台商暫時無法返回進行損失盘点，所以現階段難以估計，「一定要回去，才能掌握。」依照台灣與越南在1993年簽署的《投資促進和保護協定》，台商可向越南政府提出金額賠償、恢復原狀等要求。如果不能透過調解達成目的，而必須進入友好協商（friendly negotiation）再交付國際仲裁，時間一拖就要三年。「因為時間太長，而且仲裁費用高，我方不希望走友好協商，而是直接由雙方政府決定賠償方式並落實，最快最有效。」連玉蘋強調，越南是台商在東南亞各國中的投資首選，也是台商全球布局的重要基地，這次的排華暴動事件，恐影響台商投資意願，不過並未傳出撤資、撤僑消息。2015年8月，對於《台越投保協定》並未將透過第三地到越南投資的台商納入，與國際通用的投保協定有落差，連玉蘋表示，將盡快與越南討論洽談時間與規劃。相較於台日、台紐、台星協定屬高度保障，該協定僅屬中度保障，因此會就投資定義、文字部分訂定更具體、細緻的規定。
2015年7月，經濟部投資業務處處長連玉蘋率領緬甸投資考察團，前往仰光實地考察投資環境，與緬甸投資暨公司管理局達成加強投資合作共識、建構臺商安全防護網，並由雙方政府共同協助臺商布局緬甸。
2016年7月，越南河靜省的台塑鋼鐵廠被指控排放毒污廢水，越南政府要求賠償5億美元，經濟部投資業務處處長連玉蘋表示，政府已在第一時間提供台塑必要的協助並尊重台塑最終的決定，但企業在海外投資最重要的就是遵守當地法規，若沒有法治概念將影響後續投資狀態。
2017年1月，國家發展委員會主任委員陳添枝推薦連玉蘋擔任常駐WTO副常任代表。2019年8月，常任代表朱敬一退職後就由連玉蘋代理。
2020年2月，常駐WTO副常任代表連玉蘋將擔任駐馬來西亞臺北經濟文化辦事處副代表，原職務由經濟部國際貿易局局長楊珍妮擔任。但由於2019冠状病毒病疫情在歐洲擴散，WTO許多會議停開，導致楊珍妮延後就任，連玉蘋繼續代理。

## 外部連結
- 連玉蘋. . 經濟部工業局台灣工業用地供給與服務資訊網. 2015年10月13日.
- 李介媚. . 台灣新社會智庫. 2016年9月30日  [2020年4月3日]. （原始内容存档于2016年11月2日）.